# Зглавниця
Зглавниця (словен. Zglavnica) — поселення в общині Літія, Осреднєсловенський регіон, Словенія. Висота над рівнем моря: 703,8 м.